# Баккан
Бакка́н (вьет. Bắc Kạn) — город (административная единица первого порядка) на севере Вьетнама, административный центр провинции Баккан.
Город был основан в 1880 году как форт близ реки Кау. Баккан граничит с уездами Тёдон (на западе)
, Батьтхонг (на севере и северо-востоке) и Тёмой (на юго-востоке и юго-западе). Площадь города — 137 км². Население по данным на 2019 год составляет 45 036 человек.
| 2015   | 2019   |
| ------ | ------ |
| 57 800 | 45 036 |

В административном отношении подразделяется на 6 городских кварталов и 2 общины.